# L'Alerte
L'Alerte est un hebdomadaire de presse français publié sous le régime de Vichy. Ce titre de presse, apparenté à la révolution nationale, est financé par les fonds personnels du maréchal Pétain et fondé par Léon Bailby, pour soutenir le gouvernement de Pétain et sa politique.
Son premier numéro paraît le 24 septembre 1940 à Nice, et son dernier le 2 octobre 1943, sur les presses de L'Éclaireur de Nice et du Sud-Est.
Il tire à dix-huit mille exemplaires avec vingt-quatre pages, alors qu'au même moment, ses concurrents sont limités à quatre pages.
Pierre de Bénouville est son rédacteur en chef du premier numéro jusqu'en novembre 1941, il devient par la suite simple chroniqueur littéraire.
Le journal connaît des collaborateurs célèbres, tels que Mario Brun, Paul Constantin, Joseph Darnand, Pierre Gallet, Pierre Guillain de Bénouville, Gabriel Hanotaux, Jean Renoir, Robert Vallery-Radot, Henry de Montherlant, Maurice Martin du Gard, Roger Martin du Gard, et Léon Daudet,.